# Парики
Па́рики (др.-греч. πάροικος — поселенец, пришелец) — категория зависимых наследственных держателей земли феодала-землевладельца, императора или казны в Византии в IX—XV вв. В XIII веке в некоторых районах Византии были закрепощены. Принадлежавшие феодалу парики платили ему натуральную и денежную ренту, несли отработочные повинности. Государственные парики держали государственную землю, несли специфические государственные повинности (поставка продовольствия императорскому двору, обслуживание государственных конных заводов и т. п.).

## Особенности
Первоначально термин появился в IV веке и относился только к рабочей силе. Затем так стали называть крестьян, живших на государственных землях (δηνοσιακοὶ πάροικοι) или переданных во владение прониару. Последняя система подразумевала, что земля находилась во временном управлении в обмен на военные услуги, прониар не мог отчуждать эти владения и передавать по наследству.
Прония была обязаны платить налоги и выставлять вооружённые отряды по требованию императора. Положение крестьян в обоих случаях было одинаковым: они зависели от воли частного лица или государя.
Парики были разделены на различные категории (zeugaratoi, voidatoi или aktèmônes pèzoi) в зависимости от размера собственного богатства и, следовательно, налогового бремени.

## Различия по сравнению с крепостными
Данная система часто сравнивается с западным феодализмом: сильная власть государства в Византийской империи уравновешивалась отсутствием присяги на верность. Кроме того, статус парика до 1079 года не был наследственным.

## Роль в структуре византийской армии
Во время правления Комнинов пронии получили особенный статус, так как их выдавали аристократии в обмен на обещание военной поддержки императора во время войн. Такая система армейского набора, в дополнение к вербовке иностранных наёмников, обеспечивала основу византийской военной мощи. Считается, что прониары в дополнение к личным обязательствам были обязаны представить определённое число воинов, в зависимости от стоимости полученного земельного надела. Георгий Острогорский пришёл к выводу, что парики должны были следовать за своим хозяином (возможно, составляя основу «частных армий») в военных походах, в которых тот был обязан предоставлять вооружённые услуги Византийской империи. Такие парики получали ослабление налогового бремени.